# Joventut Lliure Alemanya
La Joventut Lliure Alemanya (en alemany: Freie Deutsche Jugend, FDJ) fou l'organització juvenil oficial a la República Democràtica Alemanya, membre del Front Nacional, i representant a la Cambra del Poble (Volkskammer). Malgrat que el seu principal objectiu era la difusió del marxisme-leninisme entre el jovent, no es concentrava únicament en aquesta tasca. Alguna d'aquestes altres activitats consistia a organitzar vacances per centenars de joves a través de l'agència Jugendtourist. Després de passar per l'Organització de Pioners Ernst Thälmann, el jovent d'Alemanya Oriental hi acostumava a ingressar. Si no ho feien, la decisió podia repercutir negativament a l'accés d'una millor educació. Els qui decidien no ingressar-hi acostumaven a fer-ho per qüestions religioses. La FDJ és membre de la Federació Mundial de la Joventut Democràtica.

## Història
Fou creada pel Partit Comunista d'Alemanya, l'any 1936, per aglutinar el jovent comunista davant l'ascens de Hitler al poder. L'organització, igual que d'altres d'antifeixistes, fou perseguida pel règim nazi, comportant el seu exili primer a París (1936) i després a Praga (1938). Amb la conquesta de bona part d'Europa per part dels nazis, es va veure forçada a traslladar-se a Londres. L'any 1945, després de la victòria aliada a la Segona Guerra Mundial, va adquirir un fort protagonisme a Alemanya, especialment a la part oriental que restava sota control soviètic.
Amb el naixement de la República Democràtica d'Alemanya, l'octubre de 1949, es va convertir en l'organització juvenil oficial. L'any 1946 s'integrà al Front Nacional i l'agost de 1948 ingressà a la Federació Mundial de la Joventut Democràtica (FMJD), organització internacional de joventuts comunistes. L'any 1951, a la República Federal d'Alemanya governada en aquell moment per Konrad Adenauer, es produí la seva il·legalització, juntament amb el Partit Comunista d'Alemanya. Just després, molts d'ells foren empresonants. L'11 de maig de 1952, el militant Phillip Müller fou assassinat per la policia durant una manifestació per reclamar la legalització de l'organització. Amb la reunificació d'Alemanya l'any 1990, gran part de la seva militància va abandonar l'organització. Actualment manté la reivindicació de la secessió d'Alemanya i el retorn al sistema socioeconòmic socialista. Legalment, segueix conservant l'estatus d'organització il·legalitzada malgrat que disposa d'un gran marge de maniobra. És per això, entre altres coses, que no està oficialitzada com la joventut de L'Esquerra (en alemany Die Linke) tot i que demana el vot per aquesta formació.